# Opération Marteau
L'Opération Marteau est une enquête policière d'envergure visant à enquêter sur les crimes économiques au Québec. Elle a été déclenchée à la suite d'une série d'allégations de collusion entre le milieu de la construction, le crime organisé et le monde municipal.